# 林衍新
林衍新（葡萄牙語：Lam Hin San），1970年—），澳門政府官員，自2015年7月22日起擔任澳門交通事務局局長。2025年7月22日正式離任澳門交通事務局局長一職，他在位期間澳門的交通問題日益嚴峻，其推動的政策如巴士車資及公共停車場收費加價、「中國內地與澳門駕照互認」以及2018年《道路交通法》修訂引起社會各界爭議，以及在2018年引發了民眾遊行抗議。

## 經歷
林衍新擁有土木工程學士、中文法律學士、學位後機場工程文憑、土木工程碩士及公共行政管理碩士學位。他於1995年出任民航局高級技術員，1997年7月出任民航局機場規劃暨航行部總監助理，在1998年7月起出任民航局機場規劃暨航行部總監。2015年7月22日出任澳門交通事務局局長至2025年7月22日正式離任。

### 任職交通事務局局長
2015年7月，運輸工務司司長羅立文於同年7月委任林衍新出任交通事務局局長一職，取代以私人理由於同年3月辭任局長的汪雲。

#### 資歷受質疑
委任消息發出後，當地坊間質疑為何亳無陸路交通經驗的林衍新會被委任。羅立文在受訪時表示，林衍新在澳門回歸後不在澳門，大部份局長都不認識他，沒有可能找到熟人擔任局長，又說「世上所有決定都有冒險」。
澳門的交通問題嚴峻，面對著車輛暴增、塞車、巴士擁擠、計程車亂象等嚴重問題，社會一直對交通事務局的施政有諸多不滿。林衍新在接受傳媒訪問時說，「民航及陸路交通都是以市民安全為最高原則，上任後會先疏理法律更新、巴士、的士及泊車等問題，制定短、中、長期方案，並適時向社會公佈。又指民生無小事，會多聽社會意見後推出政策，相信會獲得社會認同。」他又說，「市民的意見十分重要，作為公僕接受市民批評是應該的，會加強溝通。」當傳媒追問羅立文何時決定委任他，以及覺得自己為何能夠勝任工作時，他沒有回應問題並離去。
亦有批評聲音指出，林衍新實際上並不符合《澳門公職法律制度》中《領導及主管人員通則的補充規定》（第二六／二００九號行政法規）第四條所規定的「擔任領導官職所需工作經驗」的要求，其學歷亦不符合同一法規第三條第一款「從最少具備適合擔任有關職務的學士學位的人士中聘任」的規定，其專業學歷與所任職任不對口，且完全缺乏交通管理經驗。

### 家庭
林衍新的妻子為前澳門文化局局長謝慶茜。她與林衍新同被外界質疑「如何勝任與自己範疇不相關的部門領導職位」，外界又質疑政府委任官員的標準及準則，批評當局「任人唯親」而非「任人唯才」。

## 相關事件

### 巴士加價爭議
2017年9月，交通事務局昨向交通諮詢委員會諮詢調整方案，建議全澳門的巴士車資不分區份，劃一現金收費澳門幣六元，但保留巴士卡（澳門通）優惠，長者和殘疾人士在特定時間可免費乘坐。林衍新在受訪時表示，加費是考慮到十年未有調整，減輕巴士公司營運壓力及政府財政援助開支，亦希望鼓勵市民步行。他提到從2011年新巴士服務合同至今，政府在巴士方面已累計投入45億澳門幣公帑，2017年的9億6000萬澳門幣亦未必足夠。
對於林衍新稱劃一收費是希望鼓勵短程巴士乘客行路的說法，立法議員吳國昌表示，澳門目前「步行環境差，交通繁忙、太多污染、過馬路又複雜，車多路窄」，批評林衍新講「風涼話」。
2018年1月9日，立法會就交通事務局去年提出巴士收費調整方案進行辯論，議員一致向出席的羅立文及林衍新作出批評，又批評政府一言堂式的決定，批評當局在事前也沒有開記者會交代。議員林玉鳳質疑「政府到底是作為監管者還是聯營者？」又說政府就像是主動替巴士公司加價。羅立文稱自己作為官員有責任推動相關政策，又指加價的理據相當明顯，是對於十年來運營成本提高的調整，反問「有甚麼在澳門是十年內沒有加過價的？」
2018年4月16日，政府公報刊登行政長官批示，公佈巴士加價方案。有傳媒問及社會一直要求巴士加價要有公開諮詢，而政府亦強調未有落實時間表，但現然突然宣佈加價，是否當局出現財政問題。林衍新表示當局已諮詢社會一段時間，不能無了期諮詢。議員施家倫批評政府在有爭議下推行巴士加價是行政霸權，違背「科學施政」理念。議員高開賢、崔世平和葉兆佳提及，交通事務局早前因有兼職巴士司機涉及致命交通意外，「一刀切」將所有兼職車長停職的做法，是因噎廢食之舉。又指當局取消了兼職車長，全職車長的工作量必然會增加，司機因壓力加上疲勞所導致意外發生的機會亦有可能增加，形成惡性循環。
傳新澳門協會理事長林宇滔說，政府公報突然刊登巴士加價和授權簽署「內地與澳門駕照互認」兩則批示，兩者皆引起社會強烈反彈，且當局一直以未有落實時間表作推搪，但竟然在同一天突然發出批示，再次顯示交通事務局一貫不與社會雙向溝通的粗暴作風。
民眾建澳聯盟理事長李良汪批評是次巴士加價政府違背和漠視民意，當初政府提出巴士加價時社會上已經有很多爭議的聲音。政府加價理據是巴士10年沒有加價，又稱是次加幅已經相對溫和，但他質疑巴士一直沒有加價不是市民的責任，且巴士是基層市民主要出行工具，即使所謂加幅溫和，仍然是「積少成多」，增加了基層市民的日常生活開支。他又說，政府指是次加價後每年可節省1.5億澳門幣開支，但現在政府財政充裕，質疑是否有對小市民「開刀」的必要。

### 內地與澳門駕照互認爭議
2018年4月16日，行政長官頒佈行政命令，授權運輸工務司司長羅立文代表澳門特區與中华人民共和国公安部簽署中國內地與澳門關於互認換領機動車駕駛證的協議。此前特區政府已向外界透露有意與內地實行駕照互認政策，引起外界爭議。社會各方對該方案持有質疑態度，擔心中國大陸與澳門兩地駕駛文化不同，增加道路風險之餘亦加重道路承載力，令當地交通擠塞問題進一步惡化，亦有駕駛從業員擔心會加劇「過界司機」（違法駕駛車輛的外勞）問題。林衍新認為近年前往中國內地考取內地駕照的澳門居民不斷增多，駕照互認是為配合市民出行，他又以鄰近的香港作參考，指香港早已實行有關政策多年，也未見出現太大交通問題。他又認為澳門與內地駕照互認的出發點是為了便利澳門居民未來在大灣區生活、經商和旅行。又指近年到中國內地考取駕照的澳門居民，每年有三千至五千人，並有持續增長趨勢。林衍新表示，2017年1至10月，澳門人在廣東省駕駛涉及傷亡或其他交通意外共12宗，但在內地駕駛的違法數字則有20700宗。他又表示，駕照互認後不代表中國內地人都會在澳門駕駛，又指現時全澳合法租用的私家車只有一百部，假使日後租車公司希望增加車輛，亦需經嚴謹繁複的申請程序。
有當地媒體及議員對相關論據提出質疑，《訊報》有評論文章指出，在香港政府回覆澳門當局的文件中，顯示了有逾26萬中國內地司機獲免試簽發香港正式駕照，在2017年已新增逾35,000人，以免試簽發方式取得駕駛執照的駕駛人士涉及的交通意外數目實際上在近3年上升了百分之二十五。此外，政府一直未有向市民提供數據以及科學的評估報告，沒有提供合理理據，一直主觀性地重覆以「不覺得有問題」或「看不到問題」回應社會的質疑。另外，政府對違法駕駛車輛的外勞的打擊力度一直備受運輸業界批評，若駕照互認落實後漏洞將會擴大，執法部門在取證上會更加困難，故外界並不相信政府所作的承諾。媒體又指出，雖然政府稱絕大部份訪澳內地旅客一直以來均使用公交或免費交通工具出行，認為內地旅客對赴澳自駕沒有太大需求，但3億人當中有百萬分之一去澳門初試自駕遊，已經足以癱瘓澳門交通。
直選議員區錦新認為政府各級官員聲稱駕照互認是為了方便澳門人在內地發展是借口，根本原因是特區政府要完成國家交託的政治任務，但在面對政治任務時當權者亦有責任向中央反映澳門的特定情況和條件局限，他亦指出「過界司機」問題在還未有駕照互認的情況前已是相當嚴重，當局已基本上束手無策。又表示在未有公開諮詢、社會共識、具體時間表之下不應匆匆授權簽署有關協議。

### 利益衝突質疑
在2015和2016年期間，就任交通事務局局長的林衍新批准全澳門公共停車場的收費大幅加價。2018年5月31日，《澳門論壇日報》報道，由馬萬祺家族擁有的全澳門最大的公共泊車管理業務經營商奧佰控股擬到香港交易所上市，該集團在其申請書上聲稱，公司近年收益大幅增長的原因主要是得益於政府於2015和2016年批准公共停車場收費大幅加價。2015至2017年，該集團的毛利率從40%升至56%，2017年年底總收入達1.32億澳門幣；其中在泊車管理佔總收益由59.2%（5,430萬澳門幣）升至72.7%（9,617萬澳門元）。網絡媒體《愛瞞日報》說：「換句話說，交通事務局局長林衍新下令加價的措施，令相關公共停車場管理公司『賺大錢』。」
對於當局有意修法大幅調升違泊罰款引起民憤，外界質疑合共擁有8個車位的林衍新與其妻子謝慶茜存在利益衝突。有傳媒問及林衍新是否需要澄清時，在林衍新身旁的上司運輸工務司司長羅立文爭著回答說︰「我澄清！我答！」他說政府只是想更新《道路交通法》，又說「大家要分清楚私事和公事。」對此有媒體批評羅立文本末倒置：「誰不知公眾正是懷疑林局長不能公私分明，質疑其主張大幅增加違泊罰款有可能推車位價格與租值的真正動機，是否公私分明。林局今後在管理交通事務上已無法服眾，難得人心，明智的，是下堂求去；羅立文若是公私分明，交通事務局局長必須換人。」

### 2018年道路交通法修法爭議
2018年6月初，交通局宣布修訂《道路交通法》，展開公開諮詢，建議部分行政違法行為建議罰款調升逾1倍、一般違法泊車及行人道停車罰款由300元調升至600元、黃實線停泊車罰款由600元調升至900元、巴士離站時沒有讓停車或減速由600元調升至1,200元以及建議違法停泊巴士站罰款調升3倍，由300元調升至1200元等。消息傳出後引起不滿，有傳媒指出，當局該次修訂重點就是大幅調升違泊罰款。對於2017年當地共有86萬多宗大部分涉及違泊情況的檢控，林衍新希望社會大眾討論現時的罰款是否具足夠阻嚇力，在被問及修訂過重的罰金「有否考慮市民無法接受」時，他回答「在駕駛者違法時，對於其他道路使用者，又是否公平？」該言論被批評是帶有挑釁性，以及反映出他「思維極其簡單」、「思維簡單及低層次」。
當局提出修訂《道路交通法》後，有團體宣佈計劃在6月16日發起遊行，議員吳國昌表示，政府在清楚知道泊車位不足和分布不合理的情況下，仍然建議調升違例泊車罰款，是故意激起民憤，同時間接時讓車位價格和租金上漲，讓市民認為政府偏幫有泊位的商家。6月11日，當局宣佈撤回擱置交通法諮詢，然而遊行發起人指有不少市民對澳門的交通問題仍深感焦慮，仍希望透過遊行表達訴求，故決定繼續舉辦遊行，並將主題調整為「抗議過度執罰，反對駕照互認，增加公共車位，完善交通設施」。
6月16日，遊行隊伍約於下午四時由華士古花園出發，五時到達澳門政府總部遞信請願。主辦方估計遊行人數達3,500人以上，而警方則表示有2,500人，亦有資深記者認為至少有5,000人參與。有遊行人士批評政府施政不分輕重緩急，本末倒置，在道路工程過多、輕軌進度嚴重滯後、市民被迫自駕出行、車位嚴重不足且當局沒有提供足夠車位的情況下，還想大幅調升違泊罰款是「無腦的表現」。

#### 各界評論
《正報》評論，林衍新的回應「似乎迴避了澳門停車位長期不足又不敢推出限制車輛增長措施加劇車輛，尤其電單車違泊的老大問題。」澳門工會聯合總會副理事長、北區社諮委副召集人李從正批評當局加幅的計算「完全沒有科學依據及脫離居民的承受能力，根本是官員意志」。他批評政府不可能因為自己未能處理好交通問題而以極端手法令市民放棄駕駛車輛。對於林衍新在修法的第二次記者會上指修法處於極初步階段，又指願意聆聽社會各界意見，李從正指出，社會已充分發表了各自的意見，不論市民、業界，均對粗暴式卻沒有科學依據的大幅增加罰款的交通政策表示非常反感，又指「不合理、完全沒有科學依據支持的調高罰款建議」不應出現在正式諮詢文本當中。
傳新澳門協會理事長林宇滔在接受傳媒訪問時批評當局沒有理會民間疾苦和不食民間煙火，他認為最重要的是思考如何做好配套設施，盡可能增加車位（澳門有約12萬部電單車，但只有6至7萬個車位，即是每天任何時段有五六萬部電單車在違例泊車），以及加強管理並確保咪錶位流動性。他表示並非不同意修法，但質疑在當地車位嚴重不足情況下一味加重罰金是本末倒置，擔心大幅提升違泊罰款會引發社會反響，激發民怨。
立法議員高天賜、梁孫旭和蘇嘉豪在受訪時均反對調升違泊罰款，他們認為市民違泊停車是因為合法車位嚴重不足，而且分佈不均，市民是在逼不得已的情況下才違泊。建議當局建設好基建，而非對市民「趕盡殺絕」，否則只會徒添怨氣，帶來反效果。高天賜批評政府在沒有體恤民苦下還大幅調升罰款的做法「荒謬」，他又批評政府的意圖是令市民放棄駕駛私家車和電單車，增加市民步行上班的比率，但在目前輕軌完工無期，的士服務差等情況下這樣做是「趕盡殺絕」。梁孫旭則表示一下子大幅增加違泊罰款，必然會引起社會不滿，甚至為地產商制造契機，進一步推高車位的售價和租金。蘇嘉豪則指出，澳門現時的情況比2007年更為惡劣，2018年，合法電單車位只有約5.1萬個，但全澳有12.3萬部電單車，車位和車輛的比例落差更大。他又指出，政府近年以整頓美化為由不斷縮減合法電單車位，令市民苦不堪言。又指出雖然私家車位表面上是供過於求，但實際上存在區域分佈不均的問題。
2018年6月10日，直播時事論壇節目《澳門論壇》就罰款大幅度提升及修訂《道路交通法》等問題作出探討，節目中的嘉賓和市民大眾一致批評政府政策不顧民生實況，他們對於建議中調升毒駕、醉駕、藥駕等違則均表示支持，但對於大幅調高違泊罰則一面倒表示反對，批評當局不斷將原本合法的車位變成違法泊車地區，公共巴士服務差，又指政府無視的士違規亂象，卻選擇性懲罰小市民。又指「澳門官員最擅長將原本合法的事情變成不合法，然後處罰市民，卻沒有方法解決澳門交通的問題」，又形容當局的手法非常粗鄙。
民眾建澳聯盟理事長李良汪認為，罰款的調升欠缺科學理據基礎的支持，認為當局的建議「並非拋磚引玉，而是拋磚引『怒』」。又指市民並非要將違泊合法化，而是要政府完善優化居民的出行系統。交通諮詢委員會委員劉偉強不認同加大罰則便可起到阻嚇作用，認為政府應表現友善，設法創設更多泊車位，而非令市民被迫違法。社會綜合研究學會會長葛萬金認同對醉駕、毒駕和超速駕駛等提高刑事處罰力度的建議，但指出調升違泊罰款要視乎民情和實際道路狀況。

#### 被質疑存在利益衝突
對於當局有意修法大幅調升違泊罰款引起民憤，外界質疑合共擁有8個車位的林衍新與其妻子謝慶茜存在利益衝突。有傳媒問及林衍新是否需要澄清時，在林衍新身旁的上司羅立文爭著回答說︰「我澄清！我答！」他說政府只是想更新《道路交通法》，又說「大家要分清楚私事和公事。」對此有媒體批評羅立文本末倒置：「讓人公私分明，誰不知公眾正是懷疑林局長不能公私分明，質疑其主張大幅增加違泊罰款有可能推車位價格與租值的真正動機，是否公私分明。林局今後在管理交通事務上已無法服眾，難得人心，明智的，是下堂求去；羅立文若是公私分明，交通事務局局長必須換人。」

#### 巴士路線縮短和重組爭議
- 澳門巴士舊7路線和7A路線重組爭議

- 澳門巴士25路線縮短到路環市區爭議

- 澳門巴士18路線和18B路線爭議

- 澳門巴士18A路線和19路線重組爭議 (已擱置)

## 外部連結
- 「616大遊行」影片 （页面存档备份，存于）